# Nihon Auto Sandal Jidōsha

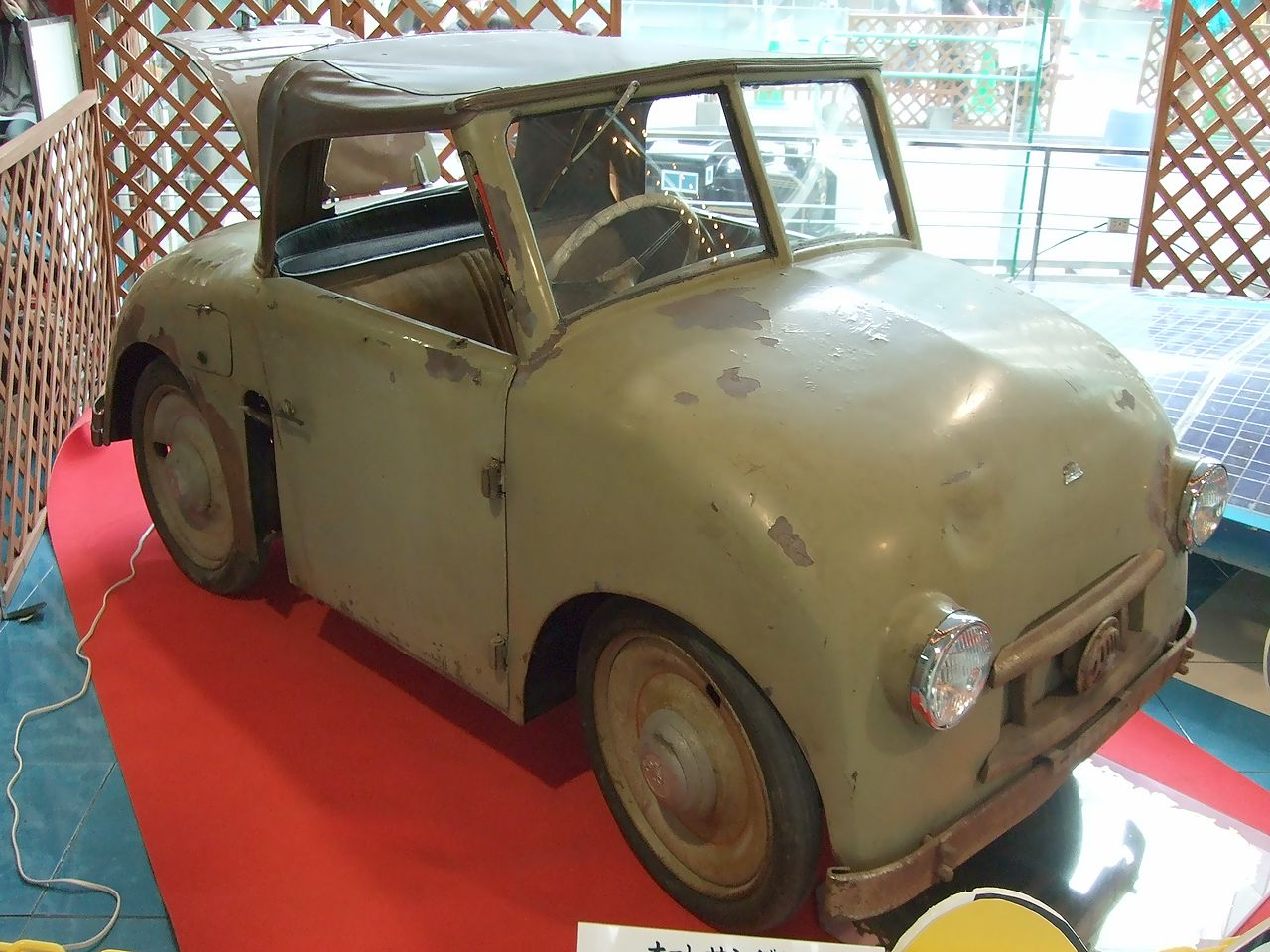
Auto Sandal

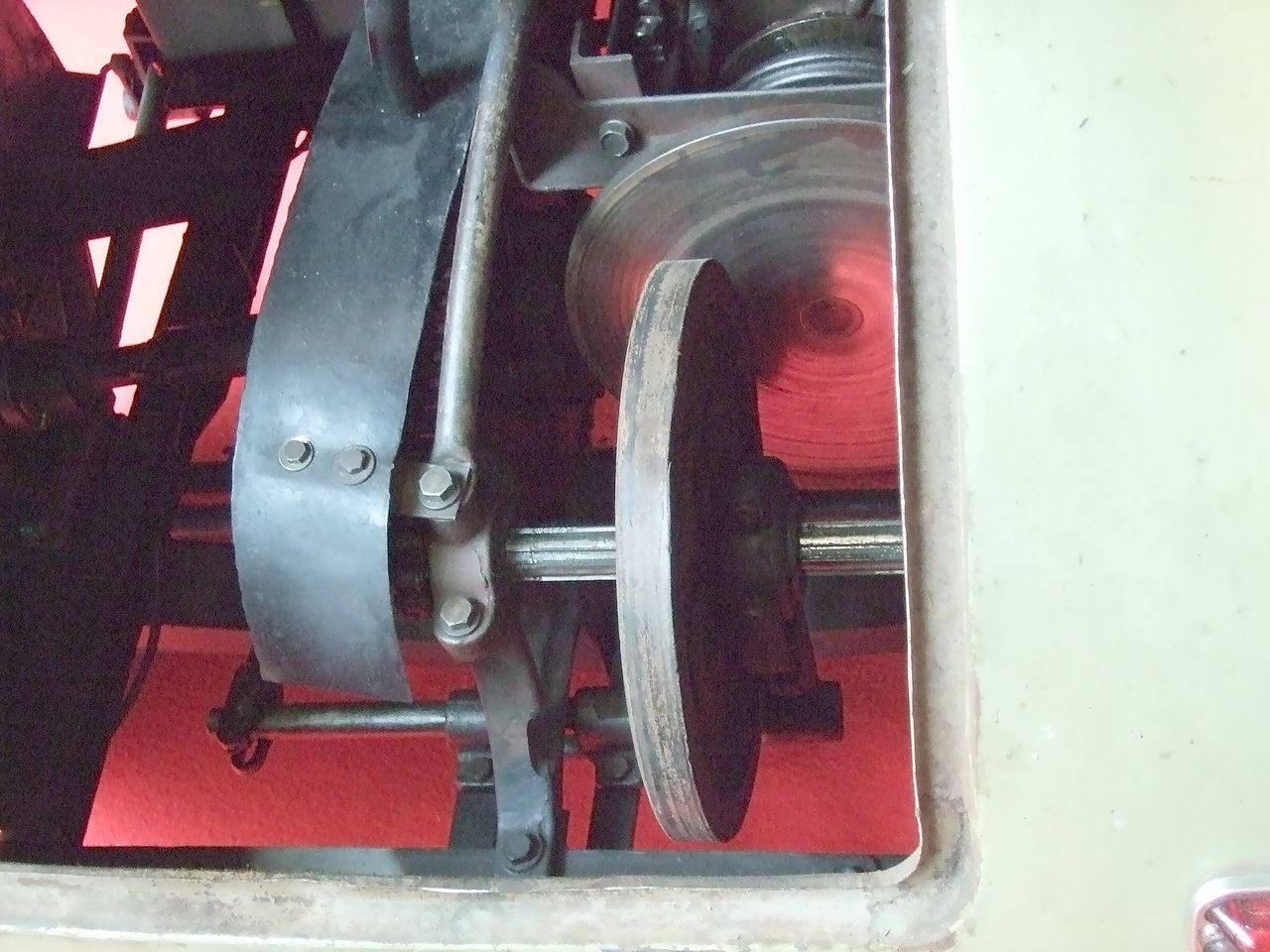
Motor eines Auto Sandal

Nihon Auto Sandal Jidōsha (jap. 日本オートサンダル自動車, Nihon Ōto Sandaru Jidōsha, engl. Japan Auto Sandal Motors) war ein Hersteller von Kraftfahrzeugen aus Japan.

## Unternehmensgeschichte
Das Unternehmen aus Tokio begann 1947 mit der Produktion von Automobilen. Der Markenname lautete Auto Sandal (オートサンダル, Ōto Sandaru). Es gibt auch Hinweise auf den Markennamen Otosantaru, die allerdings fehlerhafte Übersetzungen sind. 1954 endete die Produktion.
Insgesamt entstanden etwa 196 Fahrzeuge, von denen drei noch existieren.

## Fahrzeuge
Im Angebot standen Kleinstwagen. Die offene Karosserie bot Platz für zwei Personen. Ein luftgekühlter Einzylindermotor mit 350 cm³ Hubraum und 5 PS bis 5,5 PS-Leistung war im Heck montiert, wurde über einen hinter der Fahrertür angebrachten Kickstarter gestartet und trieb die Hinterräder an.